# Mr. and Mrs. Iyer
Mr. and Mrs. Iyer (2002) es una película escrita y dirigida por Aparna Sen que trata de la violencia interna de la India. Ganó el Premio Golden Maile y el Premio Nargis Dutt en la India.

## Argumento
Raja Choudhary, Meenakshi Iyer y el nene de Meenakshi viajan en autobús durante disturbios internos en el campo de la India. Raja es Musulmán y cuando algunos hindúes asesinos suben al autobús Mrs. Iyer dice todo el mundo que Raja es su esposo, el Sr. Iyer. Mantienen la farsa pero luchan por lo que sienten el uno para la otra. A pesar de sus sentimientos, Mrs. Iyer y su hijo vuelven al verdadero Sr. Iyer. 

## Reparto
- Konkona Sen Sharma en el papel de Meenakshi S. Iyer – Una mujer tamil de la casta brahmán Iyer. Viaja con su hijo Santhanam en autobús donde se encuentra con su compañero de viaje Raja Chowdhury.
- Rahul Bose en el papel de Jehangir "Raja" Chowdhury – Es un Musulmán secular y fotógrafo de animales. Cuando hay una amenaza de muerte de los alborotadores le hace pasar por el esposo de Meenakshi.
- Bhisham Sahni en el papel de Iqbal Ahmed Khan – Un musulmán conservador y viejo que viaja con su mujer, Najma. Es víctima de la violencia sectaria.
- Surekha Sikri en el papel de Najma Ahmed Khan – Esposa cariñosa de Iqbal. Defiende a su esposo de la turba de hindúes y se muere con él.
- Anjan Dutta an el papel de Cohen – Cohen es un hombre judío y se revela la pareja musulmana a los alborotadores para que no le maten.
- Bharat Kaul en el papel de  Rajesh Arora – El policía que ayuda a los Iyer durante el toque de queda.
- Niharika Seth, Riddhi Basu, Richa Vyas, Eden Das en los papeles de Khushbu, Mala, Sonali y Amrita – Un grupo de amigos que viaja en autobús.

### Música
La banda sonora es de Ustad Zakir Hussain. Rahul Bose convenció a Hussain de componer la música de la película.
| No. | Song                    | Singers                                 | Length (mm:ss) |
| 1   | Kithe Meher Ali (Remix) | Ustad Zakir Hussain y Ustad Sultan Khan | 05.19          |
| 2   | Don't Look Away         | Samantha con Ustad Sultan Khan (Alap)   | 03.54          |
| 3   | Don't Look Away (Remix) | Samantha con Ustad Sultan Khan (Alap)   | 05.21          |
| 4   | Kithe Meher Ali         | Ustad Zakir Hussain y Ustad Sultan Khan | 05.01          |
| 5   | If I'd known...         | Ustad Zakir Hussain y Samantha          | 05.45          |